# Mioglobina
La mioglobina è una proteina globulare la cui funzione specifica è quella di legare reversibilmente l'ossigeno. Fu studiata dal biochimico vincitore del Premio Nobel John Kendrew analizzando i tessuti di capodoglio.

## Funzione
La sua funzione fisiologica è l'immagazzinamento intra-cellulare di ossigeno in cellule specializzate (fibrocellule muscolari) che per espletare al meglio la loro funzione contrattile in condizioni aerobiche richiedono che grosse quantità di ossigeno siano convogliate verso i mitocondri per le necessità della catena respiratoria. La mioglobina, in pratica, favorisce una rapida diffusione dell'ossigeno in queste cellule ed il suo meccanismo di azione è alquanto diverso da quello della emoglobina. Pertanto, si trova in grande quantità nei muscoli a cui conferisce il caratteristico colore rosso dovuto all'eme.
Nell'uomo la mioglobina è presente nei muscoli. La sua presenza nel sangue è invece indice di lesioni muscolari, tra cui l'infarto miocardico, se supera valori molto bassi; i valori di riferimento sono 55 µg/l nell'uomo e 35 µg/l nella donna oppure, secondo altre fonti, 85 µg/l indipendentemente dal sesso.
Nei mammiferi acquatici (cetacei, dugonghi e lamantini) la mioglobina è presente in quantità molto più elevate (fino a ca. 60 g/kg nei muscoli) e svolge un ruolo importante nell'immagazzinare l'ossigeno durante le immersioni.

## Struttura
La sua struttura è simile a quella dell'emoglobina condividendo lo stesso fold (globin fold), ma ne differisce nella funzione in quanto ha un'affinità per l'ossigeno sei volte superiore (caratteristica dovuta soprattutto alla sua natura non cooperativa) e non è una proteina allosterica. La mioglobina è costituita da 153 residui di aminoacidici ed è una proteina globulare, costituita da una singola catena polipeptidica avvolta su se stessa a formare 8 alfa-eliche, a differenza dell'emoglobina, che è tetramerica. Da ciò deriva il fatto che la mioglobina è capace di legare solo una molecola di ossigeno per volta.
La singola catena polipeptidica della mioglobina contiene come gruppo prostetico l'eme, con al centro un atomo di ferro ferroso, (Fe2+), proprio come l'emoglobina. Il Fe può formare altri 2 legami, uno su ciascuna della 2 facce del piano dell'eme e che formano il V e il VI sito di coordinazione. Nella mioglobina il V sito di coordinazione è occupato da un'istidina (His F8 o His 93) della proteina, chiamata "istidina prossimale". Nella deossimioglobina, il sesto sito di coordinazione è vuoto e perciò è disponibile per il legame con l'ossigeno.
Il legame della molecola di ossigeno al sesto sito di coordinazione dello ione ferro causa un notevole riordinamento degli elettroni del ferro che diventa più piccolo e può così spostarsi nel piano della porfirina.
Il legame dell'ossigeno al ferro dell'eme è accompagnato dal parziale trasferimento di un elettrone dallo ione ferroso all'ossigeno. La struttura che si forma può essere descritta come un complesso tra lo ione ferrico (Fe³⁺) e lo ione superossido.
Per evitare possibili danni causati dal rilascio dell'ossigeno sotto forma di ione superossido nella tasca idrofobica in cui è alloggiato l'eme si trova un altro residuo di istidina (His E7) chiamata "istidina distale", che forma un legame H con l'ossigeno.
In questo modo la componente proteica della mioglobina controlla la reattività intrinseca dell'eme, rendendolo più adatto a legare reversibilmente l'ossigeno. Recentemente è stato dimostrato come l'istidina distale (His E7) controlli l'ingresso e l'uscita del substrato tramite uno switch strutturale che permette di accedere alla tasca distale.
In caso di lisi delle fibrocellule muscolari (rabdomiolisi) per traumi o malattie (es. infarto cardiaco), la mioglobina può fuoriuscire dalle fibre muscolari ed essere trasportata nel sangue (mioglobinemia); dal sangue essa viene convogliata a livello renale per essere eliminata (mioglobinuria). Una condizione di mioglobinemia elevata (per esempio da esteso trauma da schiacciamento muscolare, come si riscontra in persone sepolte durante terremoti devastanti o traumi da schiacciamento per incidenti automobilistici o ferroviari, ecc.) può portare a insufficienza renale acuta e causare la morte.

## Reazione con l'ossigeno
La mioglobina, anche chiamata deossimioglobina o mioglobina ridotta possiede il ferro allo stato ferroso con assenza di leganti in posizione del sesto legame. Siccome ha forte affinità con l'ossigeno in presenza di ossigeno atmosferico diventa ossimioglobina facendo variare il colore della carne da rosso scuro a rosso vivo. Tuttavia a pressioni parziali ridotte la ossimioglobina si ritrasforma in mioglobina, se il processo di esposizione all'aria continua le macromolecole di ossiglobina e mioglobina si ossidano con formazione di metamioglobina di colore bruno; praticamente l'atomo di ferro diventa trivalente legando al sesto legame una molecola di acqua.
Queste tre forme sono in equilibrio e coesistono insieme, il prevalere di una forma rispetto ad un'altra determina la formazione di gradazione di rosso diverse nel colore della carne, con superficie esterna di colore brillante dovuto all'ossimioglobina, colore rosso porpora della superficie più interna della carne non in contatto con l'ossigeno atmosferico: mioglobina. Può esserci un terzo strato intermedio tra i due nel pezzo di carne dal colore quasi marrone dovuto ad una riduzione della pressione parziale di ossigeno.
Il colore della carne dipenderà quindi dalla concentrazione e dallo stato fisico dei pigmenti di mioglobina nelle sue tre forme; dallo stato fisico della carne in relazione all'esposizione e assorbimento alla luce e dalla concentrazione di ossigeno assorbito.
Il grado di esposizione della carne alla luce, dipende dal volume delle miofibrille; nelle carni PSE bassi valori di pH determinano muscoli poco rigonfi che non lasciano penetrare la luce negli strati più profondi della carne; risultato carne colore chiaro perché determinata dagli strati più superficiali ricchi di ossimioglobina. Infatti il pH basso favorisce una maggiore formazione di ossimioglobina perché diminuisce l'attività degli enzimi che utilizzano l'ossigeno.
Nelle carni a pH più elevato con miofibrille più rigonfie si avrà  una maggior penetrazione della luce, più a  fondo; le radiazioni luminose incidenti quindi tenderanno a scomporsi e ritorneranno in superficie riportando il colore dagli strati più profondi della mioglobina come risultato  carni più scure. Inoltre i valori di pH più elevati consentendo  un'attività più elevata degli enzimi che utilizzano l'ossigeno con conseguente più ridotta formazione di ossimioglobina.